# Miracolo a novembre
Miracolo a novembre (November Christmas) è un film per la televisione del 2010, diretto da Robert Harmon. È stato trasmesso negli Stati Uniti il 28 novembre 2010.

## Trama
Tom e Beth vivono da pochi mesi in una piccola città di campagna. Vanessa, la loro figlia di otto anni, è malata di leucemia e le cure non sembrano avere alcun effetto sulla malattia.
La famiglia trova la solidarietà della gente del paese. Arriva novembre e la salute della bambina peggiora ulteriormente, così tutti gli abitanti del paese decidono di decorare la cittadina a festa in modo che possa vivere un ultimo felice Natale.